# La Haute-Beaume
La Haute-Beaume ist eine französische Gemeinde mit 7 Einwohnern (Stand 1. Januar 2022) im Département Hautes-Alpes in der Region Provence-Alpes-Côte d’Azur. La Haute-Beaume ist die kleinste Gemeinde im Département Hautes-Alpes.

## Geografie
Die Gemeinde liegt am Nordrand des Départements Hautes-Alpes in weniger als zwei Kilometern Entfernung zur Grenze zum Département Drôme. Zwei Kilometer südlich liegt der Nachbarort La Beaume.

## Verkehr
Durch den Nachbarort La Beaume führt die D993, über die man nach Gap und in die andere Richtung nach Die und letztlich zur Rhône kommt.

## Bevölkerungsentwicklung
| Jahr      | 1962 | 1968 | 1975 | 1982 | 1990 | 1999 | 2007 | 2016 |
| Einwohner | 31   | 6    | 14   | 10   | 10   | 10   | 9    | 9    |